# An Đôn
An Đôn là một phường thuộc thị xã Quảng Trị, tỉnh Quảng Trị, Việt Nam.

## Địa lý
Phường An Đôn nằm ở phía tây thị xã Quảng Trị, ở tả ngạn sông Thạch Hãn. Phường có vị trí địa lý: 
- Phía bắc và phía tây giáp huyện Triệu Phong
- Phía nam giáp xã Hải Lệ
- Phía đông giáp phường 1, phường 2 và phường 3.

Phường An Đôn có diện tích 2,61 km², dân số năm 2008 là 1.611 người, mật độ dân số đạt 617 người/km².

## Hành chính
Phường An Đôn được chia thành 2 khu phố: 1, 3.

## Lịch sử
Phường An Đôn được thành lập vào ngày 19 tháng 3 năm 2008 trên cơ sở điều chỉnh 191,56 ha diện tích tự nhiên và 1.515 người của thôn An Đôn thuộc xã Triệu Thượng, huyện Triệu Phong; 69 ha diện tích tự nhiên và 96 người của xóm Hà, phường 1. Sau khi thành lập, phường An Đôn có 260,56 ha diện tích tự nhiên, dân số là 1.611 người.

## Tín ngưỡng

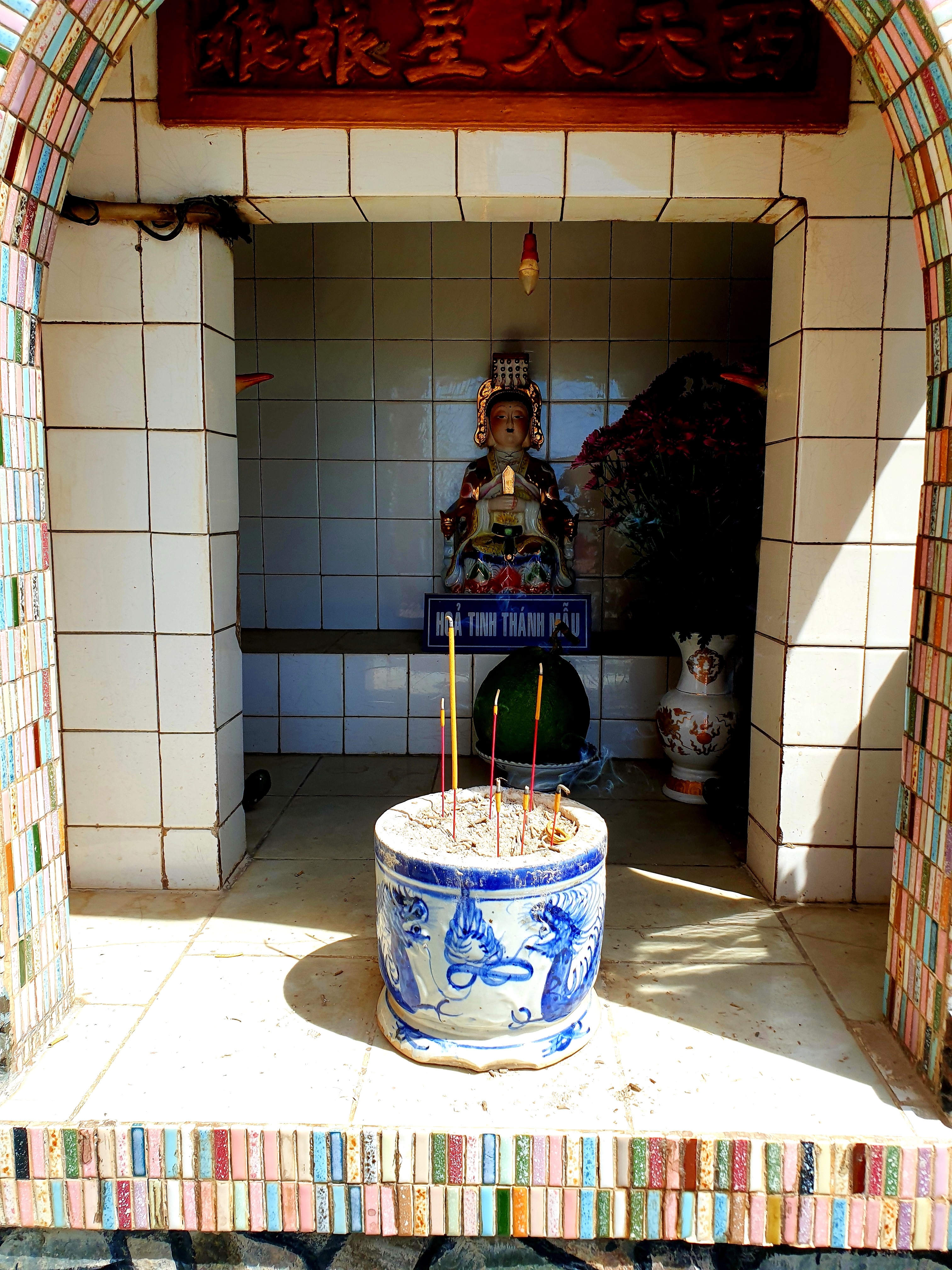
Am thờ Hỏa Tinh Thánh mẫu tại Dinh Cô

An Đôn là nơi phát tích của tín ngưỡng thờ Bà Hỏa (Hỏa Tinh Thánh mẫu) ở làng Tân Trà thuộc xã An Đôn, huyện Hải Lăng, Quảng Trị mà sau này lưu truyền vào miền Nam Bộ theo mô tả của L.Cadière về tục thờ Bà Hỏa ở vùng Bắc Miền Trung thì Bà Hỏa ở làng Tân Trà được thờ bên gốc cây sung khổng lồ: “Bà xuất hiện dưới dạng một tia chớp thể như một đốm đuốc rực lửa bay đến đậu trên cây hoặc ở gốc cây, chốc lát sau là biến mất. Dân làng lên xuống dòng sông đều cúng tế ở nơi này: hương đèn, giấy vàng bạc, gà… vái lạy, lâm râm khấn nguyện, chủ yếu là xin buôn lời bán đắt, đừng bị sốt rét rừng hành hạ…”